# Reina Cristina (película)
La película Reina Cristina, la mujer que fue rey (2015) (título original, The Girl King) es una obra biográfica sobre la figura de Cristina, reina de Suecia (1644-1654). Está dirigida por Mika Kaurismäki, con guion de Michel Marc Bouchard, basado en la obra teatral Christine, La Reine-Garçon, estrenada en Montreal en 2012 en el Théâtre du Nouveau Monde y en inglés en el Stratford Festival en 2014. La película fue estrenada en el Festival de cine de Monreall.

## Reparto
- Malin Buska como Kristina.
- Sarah Gadon como Condesa Ebba Sparre.
- Mikael Nyqvist como Canciller Axel Oxenstierna.
- Lucas Bryant como Conde Johan Oxenstierna.
- Laura Birn como Condesa Erika Erksein.
- Hippolyte Girardot como Embajador Pierre Hector Chanut.
- Peter Lohmeyer como Obispo de Estocolmo.
- François Arnaud como Karl Gustav Kasimir.
- Martina Gedeck como Maria Eleonora.
- Patrick Bauchau como René Descartes.

## Recepción

### Respuesta crítica
La película ha recibido críticas dispares. En Rotten Tomatoes, la película tiene un índice de 47%, sobre 15 revisiones y una media de 4.9/10. 
Dana Piccoli en AfterEllen declaró: "Trata sobre el papel de las mujeres en la Historia, lo que es algo positivo. La película Reina Cristina es ciertamente una mirada interesante sobre una gobernante enigmática. Aunque el director podía haber arriesgado un poco más [...]".

### Premios
La película ganó dos premios en el Festival Internacional de Cine de Montreal de 2015, el de Mejor Actriz a Malin Buska y el de Largometraje canadiense más popular al director Mika Kaurismäki. También ganó el premio a la Mejor Película en la Semana Internacional de Cine de Valladolid de 2015.